# 尤里·阿维尔巴赫
尤里·利沃维奇·阿韦尔巴赫（俄語：Ю́рий Льво́вич Аверба́х，1922年2月8日—2022年5月7日），俄罗斯国际象棋棋手，出生于卡卢加。
阿韦尔巴赫曾于1954年获苏联国际象棋冠军。1973年至1978年间，他曾担任苏联国际象棋协会主席。